# جلال‌الدین آیت‌الله‌زاده
جلال الدین آیت‌الله‌زاده، فرزند آیت‌الله شیخ محمدجعفر محلاتی و بانو ماه جبین در سال ۱۲۹۰ در شیراز چشم به جهان گشود.

## زندگی
تحصیلات ابتدایی را در دبستان شریعت و علوم دینی را نزد حاج حکیم، شیخ احمد دارابی، شیخ محمد علی موحد و آقا شیخ محمد رضا خواند. یک سال نیز در اصفهان از محضر شیخ میرزا حسن قاضی عسگر و سید صدرالدین کوبایی مقدمات اصول و حکمت را فراگرفت و نزد محمدعلی شاه آبادی کفایت الاصول و سطوح فقه و اصول را تکمیل نمود.
بخشی از فعالیت‌های او در دهه ۱۳۲۰ به شرح زیر است:
- دعوت اهالی شیراز به تشکیل «اتحادیه معتمدین شهر» برای نظارت بر انبار سیلوی فارس، دکاکین خبازی شیراز و تأمین نان شهر
- مبارزه با اصول ملوک الطوایفی و دعوت روسای ایلات به تسلیم به مقامات قانونی
- تشکیل «اتحادیه همگانی فارس» برای جلوگیری از هجرت اهالی به تهران و مبارزه با تمرکز امور اقتصادی در پایتخت.

در سال ۱۳۲۵ و ۱۳۲۶ که به ترتیب قوام السلطنه و حکیم الملک رئیس دولت وقت بودند، وی با سفرهایی به تهران و تماس مستقیم با دولت خدمات زیر را انجام داده است:
- جلب موافقت وزارت فرهنگ به امتحان داوطلبان متفرقه در شهرستانها
- تقسیم سهیمه تجارتی و ارز دولتی بین تمام بازرگانان
- دریافت قرضه از بانک ملی برای شهرداری شیراز به منظور آسفالت خیابان‌های شهر
- افتتاح تلگراف در شهرستانهای فسا، داراب، لار، جهرم و دیگر بخشهای فارس
- ساختمان پلهای فهلیان و شاپور و تصویب ساختمان راه کازرون به اهواز به منظور اتصال شیراز به خرمشهر
- تحصیل اعتبارات کافی از دولت برای توسعه بهداشت و فرهنگ فارس
- تأسیس دانشکده پزشکی و دانشسرای کشاورزی در شیراز
- تأمین اعتبار برای آسفالت جاده شیراز به تهران
- پیشنهاد استقلال شهرداری‌ها در فارس
- تأمین اعتبار برای ساختمان مدارس و دواتر دولتی در شیراز

آغاز فعالیتهای سیاسی جلال الدین آیت‌الله‌زاده عضویت در جبهه ملی ایران بود. وی درمیان سخنرانان اولین کنگره جبهه ملی ایران در ۴ دی ۱۳۴۱ حضور داشت. در بیست ویکمین دوره مجلس شورای ملی از طرف جبهه ملی به عنوان نامزد معرفی شد، اما در اعتراض به فرمایشی بودن انتخابات استعفاء داد. او پس از تأسیس نهضت آزادی ایران به این نهضت پیوست. وی در پانزده خرداد ۱۳۴۲ به همراه برادر خود بهاءالدین محلاتی دستگیر و به زندان عشرت آباد تهران منتقل شد. پس از پیروزی انقلاب با مشاهده وضع حاکم و به خصوص پس از استعفای دوست دیرین خود، مهدی بازرگان، فعالیت سیاسی وی محدود به میانجی گری و تلاش برای کسب حقوق زندانیان سیاسی ای که بعضاً خانواده‌شان به وی و دیگر معتمدین شهر مراجعه می‌کردند، شد.
وی که در ابتدا محضر اسناد رسمی تأسیس و اداره کرد، در ادامه به کشاورزی و زراعت مشغول شد و با بکارگیری اصول کشاورزی نوین، توانست چندین سال پیاپی رتبه نخست تولید گندم استان را از آن خود کرد.
جلال الدین آیت‌الله‌زاده در تیر ماه ۱۳۸۰ درگذشت و در مقبره خاندان محلاتی در آرامگاه علی بن حمزه بن موسی الکاظم در شیراز دفن شد.